# タウザー (猫)
タウザー（Towser、1963年4月21日 - 1987年3月20日）はスコットランドのクリーフ近郊にあるウイスキー蒸留所、グレンタレット蒸留所で飼われていた雌のネコである。
「世界一ネズミを捕ったネコ」としてギネスブックに登録されたことで有名である。

## タウザーとネズミ
タウザーは、スコットランド最古の蒸留所と主張するグレンタレット蒸留所のウイスキーキャットとして活躍していた。「ウイスキーキャット」とは、主にネズミや鳥などの害獣からウイスキーの原料である大麦を守る為に蒸留所で飼われる猫の総称である。この習慣は他の蒸留所でも一般的な事であったが、タウザーはその生涯で28,899匹のネズミを捕獲し、ギネスブックに記録された事によって一躍脚光を浴びることとなった。
この「28,899匹」という記録の集計は、タウザー自身による自己申告によるものである。
もちろん、口頭で申告した訳ではなく、タウザーはネズミを捕獲すると蒸留所のスタッフに見せに来るという習性があったので（ちなみに猫には捕らえた獲物を主人に見せるということがよくある）、ある時期からスタッフがその数を書き留めるようになり、やがてそれは膨大な数となり、記録を始めた時点から数えて28,899匹となったのである。

## タウザーとエリザベス2世
タウザーの誕生日は4月21日であり、偶然にも女王エリザベス2世と同じ日であった。このことから、1986年のタウザー23歳の誕生日には蒸留所のスタッフによって、エリザベス女王の下へ「同じ日に生まれたグレンタレット蒸留所ウイスキーキャット タウザー」とタウザー名義でバースディカードが送られた。これを受けたエリザベス女王は「（タウザーを人間の年齢に換算して）161歳の誕生日おめでとう」との旨が記された返事を送った。

## タウザーの死後
タウザーは1987年3月20日に23歳と11ヵ月で亡くなった。その後、グレンタレット蒸留所2代目ウイスキーキャットを継いだのはアンバーという名の猫であるが、ネズミの捕獲に関してはさっぱりであるとのこと。衛生上の問題からウイスキーキャットへの規制が行われたことも伴い、蒸留所のマスコットとして蒸留所を訪れる人々に愛嬌を振り撒いているとのことである。
タウザーの死後、グレンタレット蒸留所にはタウザーの銅像が建てられその偉業を称えている。